# Andrés Nagel Tejada
Andrés Nagel Tejada, (Sant Sebastià, Guipúscoa, 1947) és un pintor, artista i arquitecte basc.
Realitza la seva primera exposició el 1968 a les sales municipals de l'Ajuntament de Sant Sebastià i des d'aleshores no ha deixat d'exposar tant a Espanya com a l'estranger. La seva obra, que es desenvolupa en diversos camps de les arts plàstiques especialment la pintura i l'escultura, es troba en importants museus i col·leccions com el Museu Britànic, el MACBA, ARTIUM o la col·lecció de la Fundació "la Caixa".
El 1987 l'empresa Porcelanas del Bidasoa li demanà el disseny d'un joc de cafè i te per a la seva col·lecció Bidasoa Design.